# Dentatoplia rudesquamosa
Dentatoplia rudesquamosa är en skalbaggsart som beskrevs av Leon Fairmaire 1901. Dentatoplia rudesquamosa ingår i släktet Dentatoplia och familjen Melolonthidae. Inga underarter finns listade i Catalogue of Life.